# Château de Lusigny-sur-Ouche
 (septembre 2023).
Si vous disposez d'ouvrages ou d'articles de référence ou si vous connaissez des sites web de qualité traitant du thème abordé ici, merci de compléter l'article en donnant les références utiles à sa vérifiabilité et en les liant à la section « Notes et références ».
Le château de Lusigny-sur-Ouche est situé à Lusigny-sur-Ouche, dans le département de la Côte-d'Or.
Au-dessus de la porte d'entrée, la date de 1690 confirme la fin des travaux de réédification du château dans la seconde moitié du XVIIe siècle, sur la base d'une ancienne ferme fortifiée.
Ce monument fait l'objet d'un classement au titre des monuments historiques depuis le 12 janvier 1945 (escalier et coupole) et d'une inscription depuis le 22 juillet 1943 (château). 

## Historique
[réf. nécessaire]En 1290, la seigneurie de Lusigny, dépendante de la baronnie d'Antigny, appartient à Guillaume de Montaigu.
Puis la famille de Vienne en devient propriétaire.
En 1602. Jacques de Vienne la cède à Jean de Montet.
Elle passe ensuite, en 1684, à Bernard de Royer qui édifie le château actuel en 1690, s'inspirant du château de Saint-Micaud de son frère et de l'escalier du château de Cormatin en Saône-et-Loire.
En 1748, Nicolas de Ganay en devient propriétaire. Son fils, Guillaume Lazare de Ganay, le transformera en profondeur : création d'une coupole surplombant l'escalier, aménagement de salons dans le style du XVIIIe siècle, comblement des douves et réaménagement des jardins.
La famille de Ganay conserve le château jusqu'en 1912. 
En 1932, il est acquis par la famille de  Varine-Bohan. Hugues de Varine-Bohan en assure la gestion et le développement, avec son épouse Béatrice, dans les années 1950 avant de le transmettre à leur fille, Cécilia de Varine, en 2012.

## Les médaillons de Pierre Julien
Au rez-de-chaussée du château, trois médaillons de plâtre représentent des scènes de la vie rurale au XVIIIe siècle dans un style néoclassique. Ces bas-reliefs sont l’œuvre de Pierre Julien, sculpteur français du XVIIIe s.[réf. nécessaire]

## Galerie

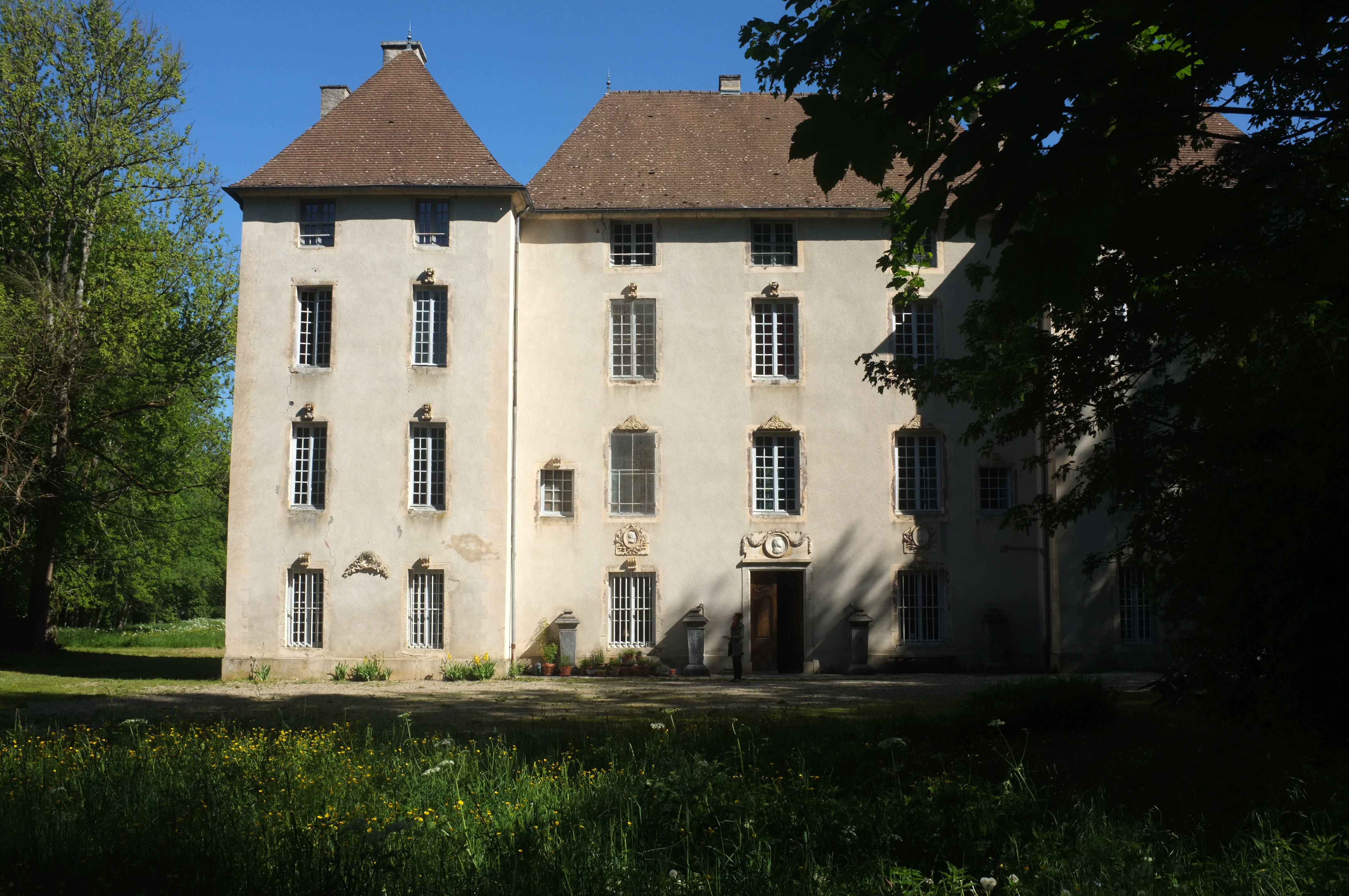
Château de Lusigny-sur-Ouche vue de face, légèrement caché par les arbres
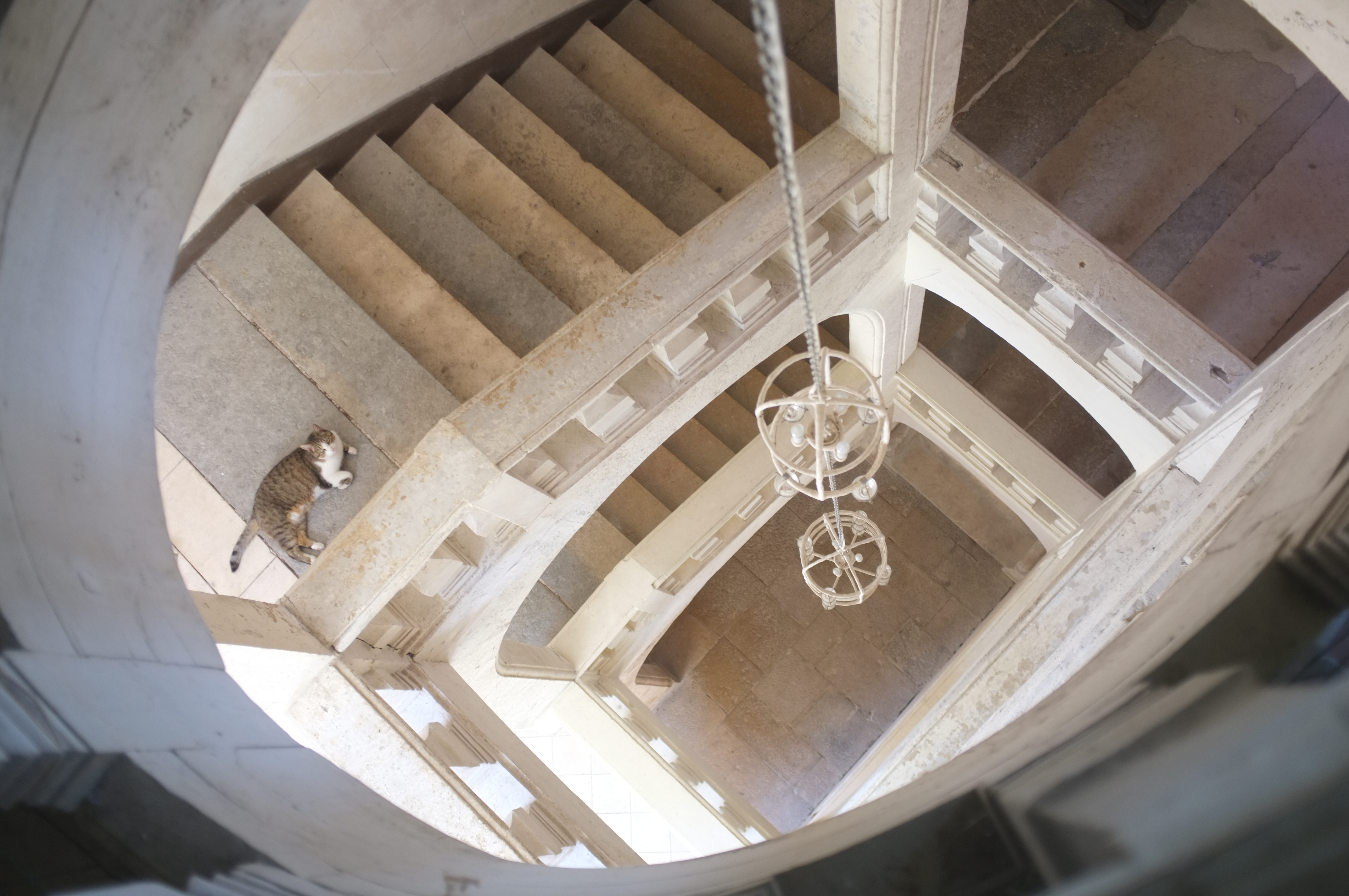
L'escalier monumental, vue plongeante.
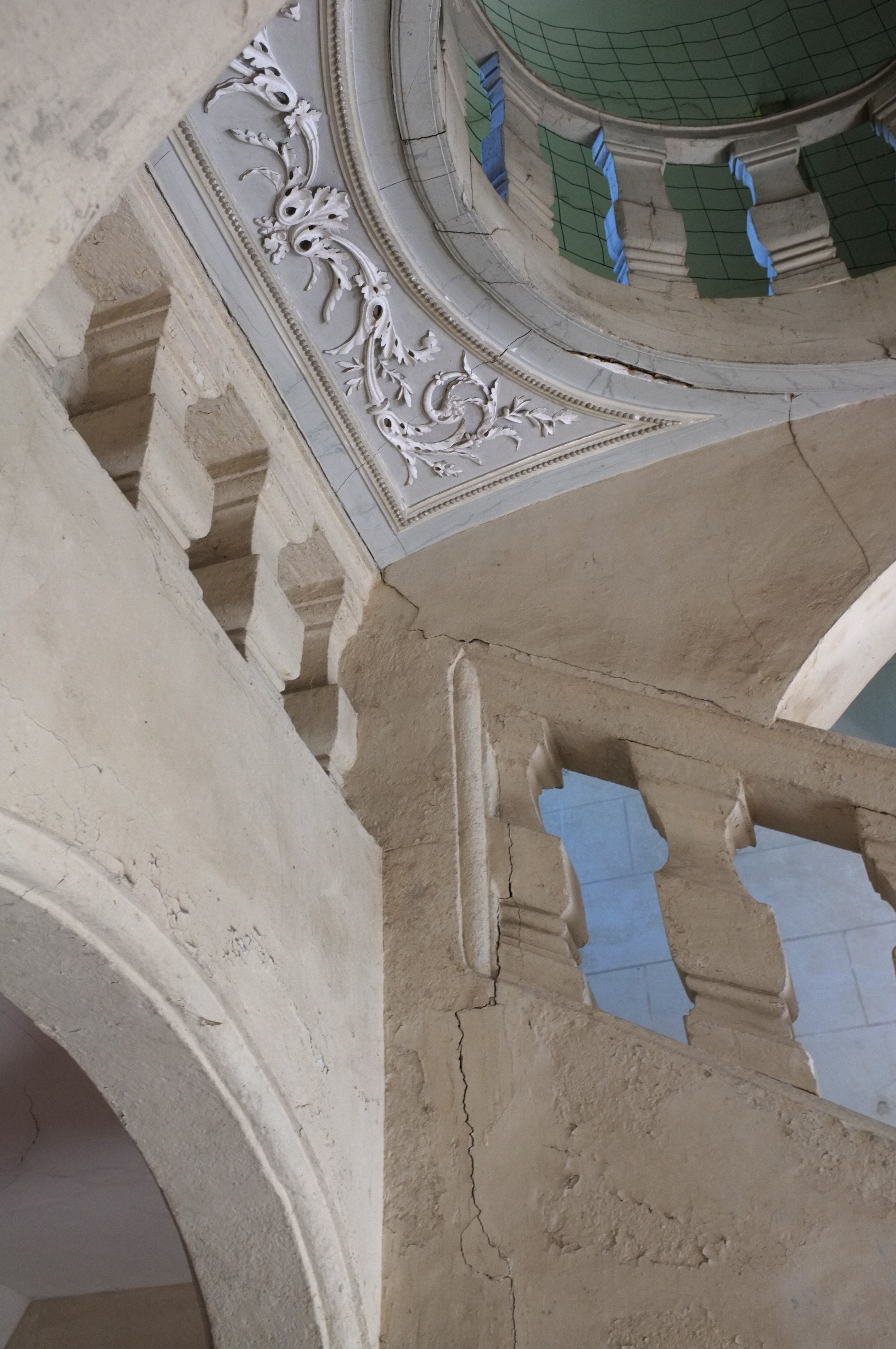
Détail de l'escalier monumental et de sa coupole.
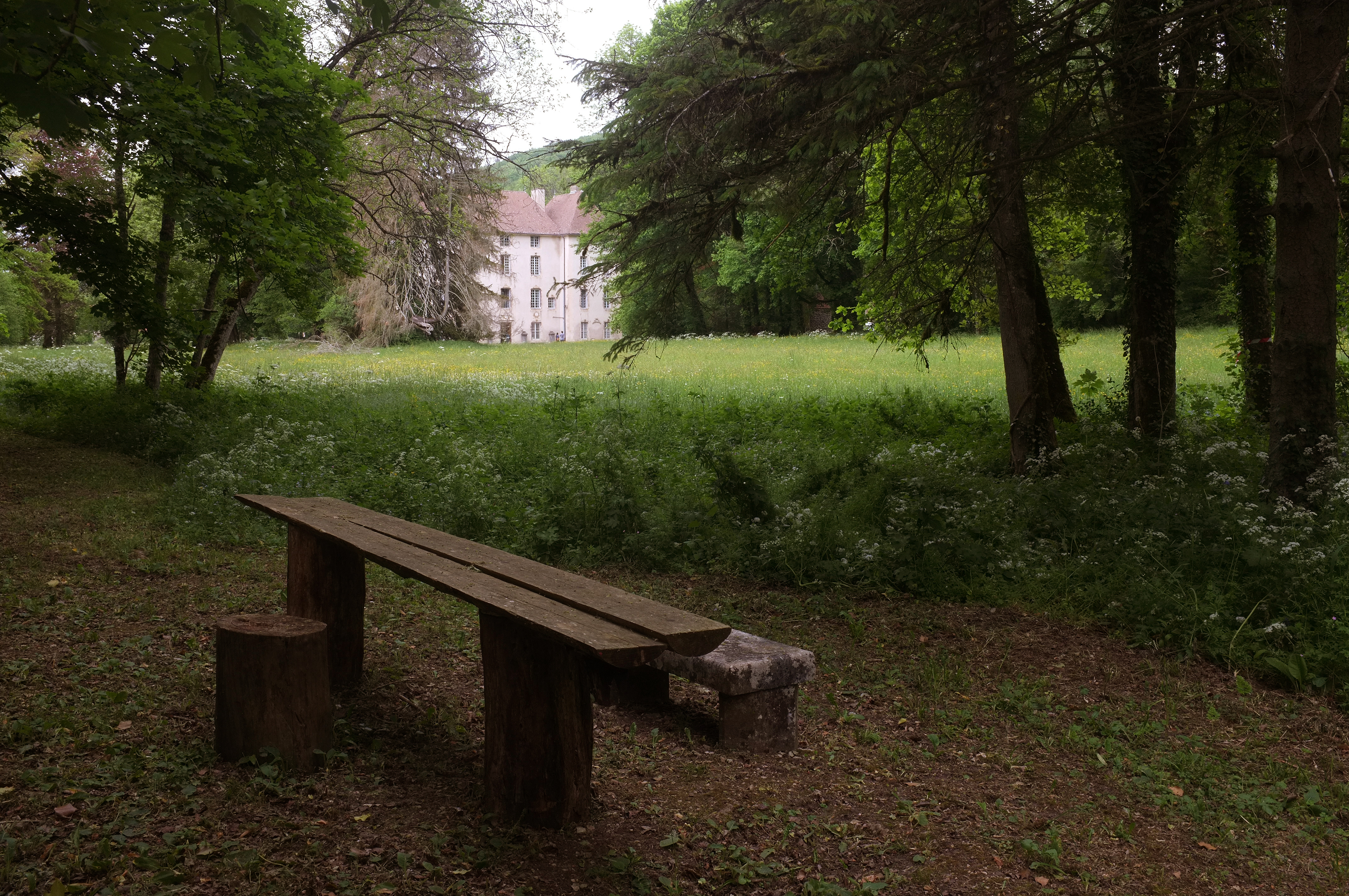
Le parc du château est peuplé de nombreux arbres centenaires d'essences variées.
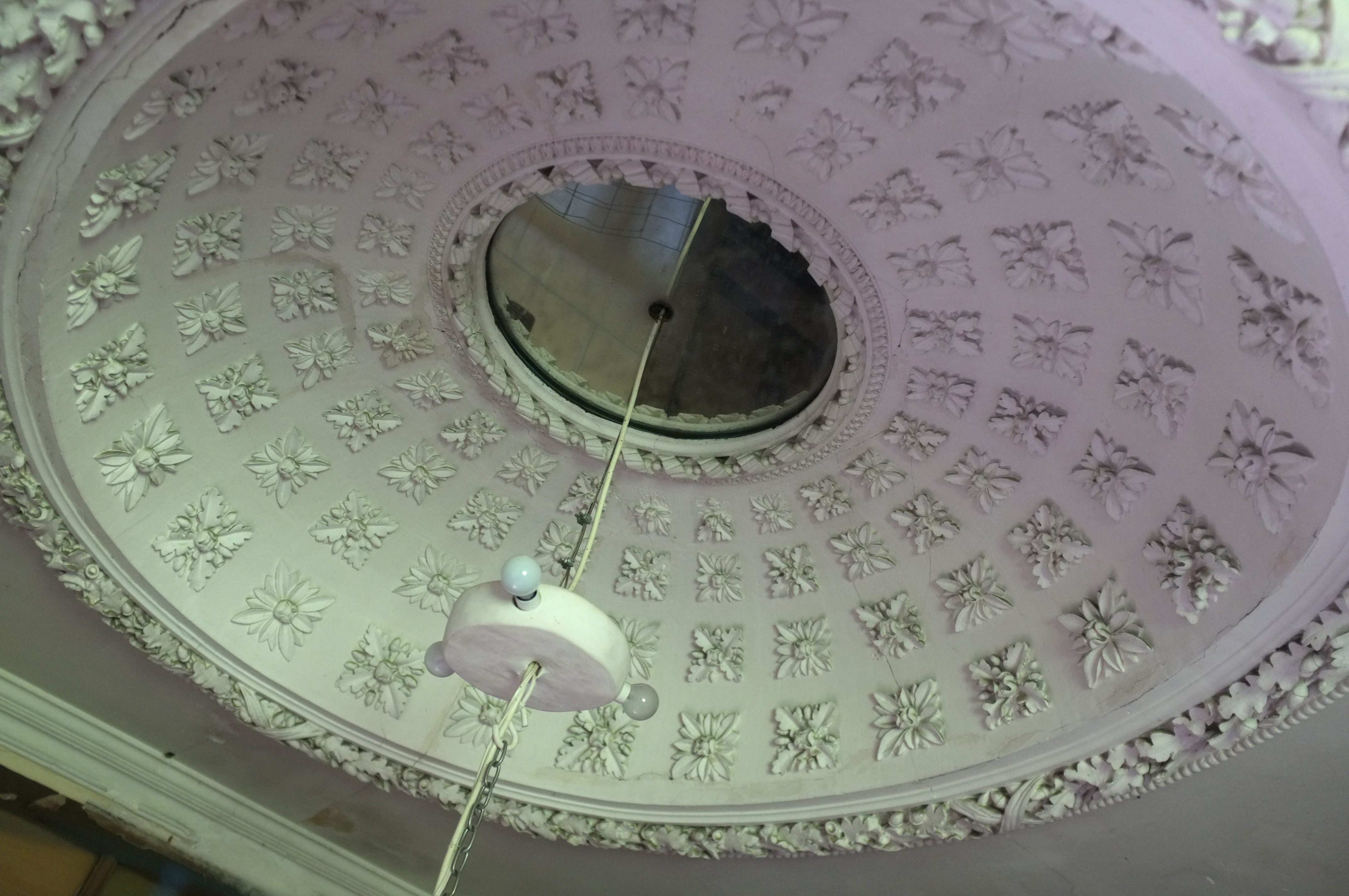
Château de Lusigny-sur-Ouche : la coupole en haut de l'escalier
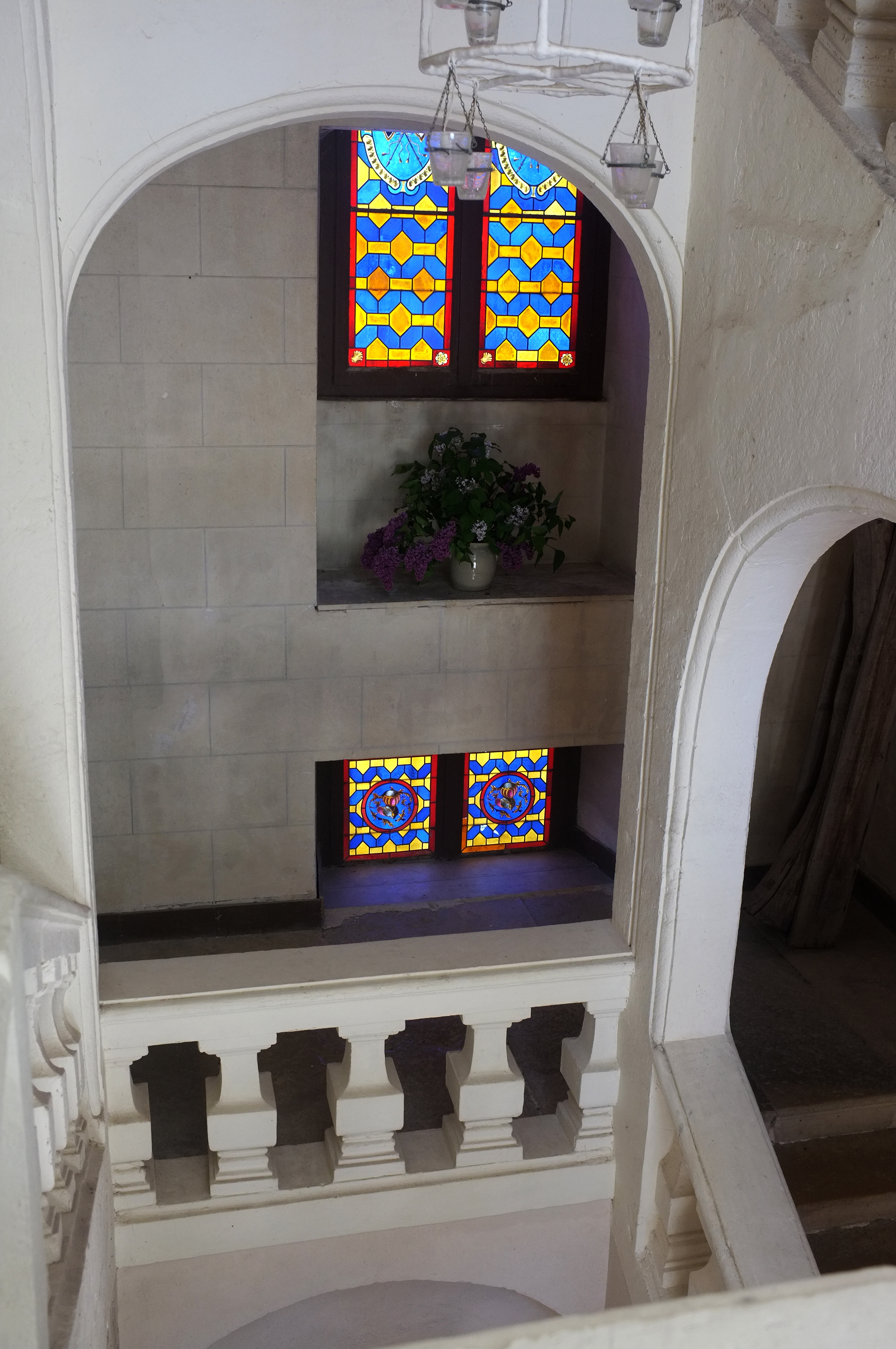
Château de Lusigny-sur-Ouche, les vitraux de l'escalier.
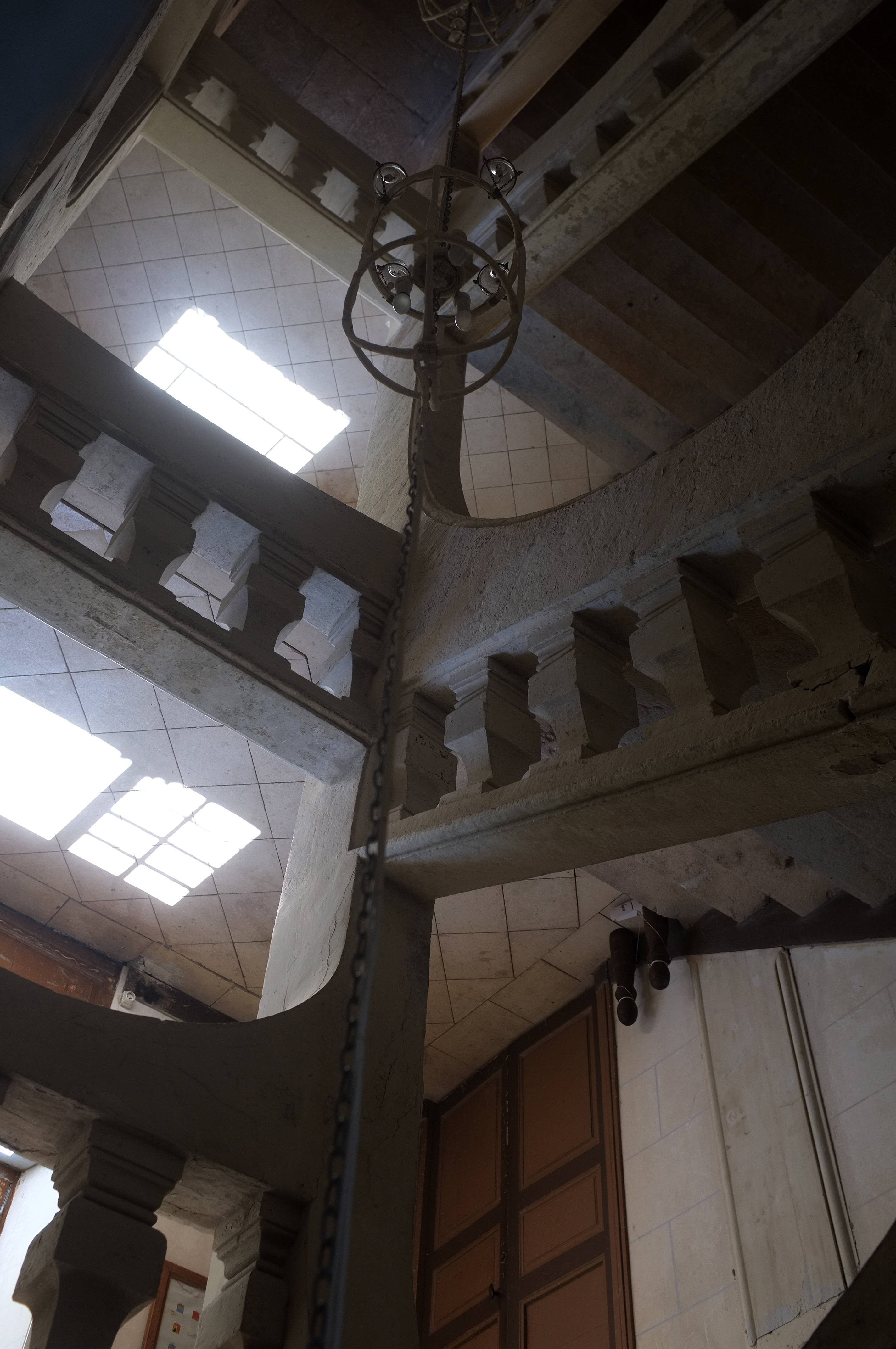
Château de Lusigny-sur-Ouche, l'escalier et son lustre.
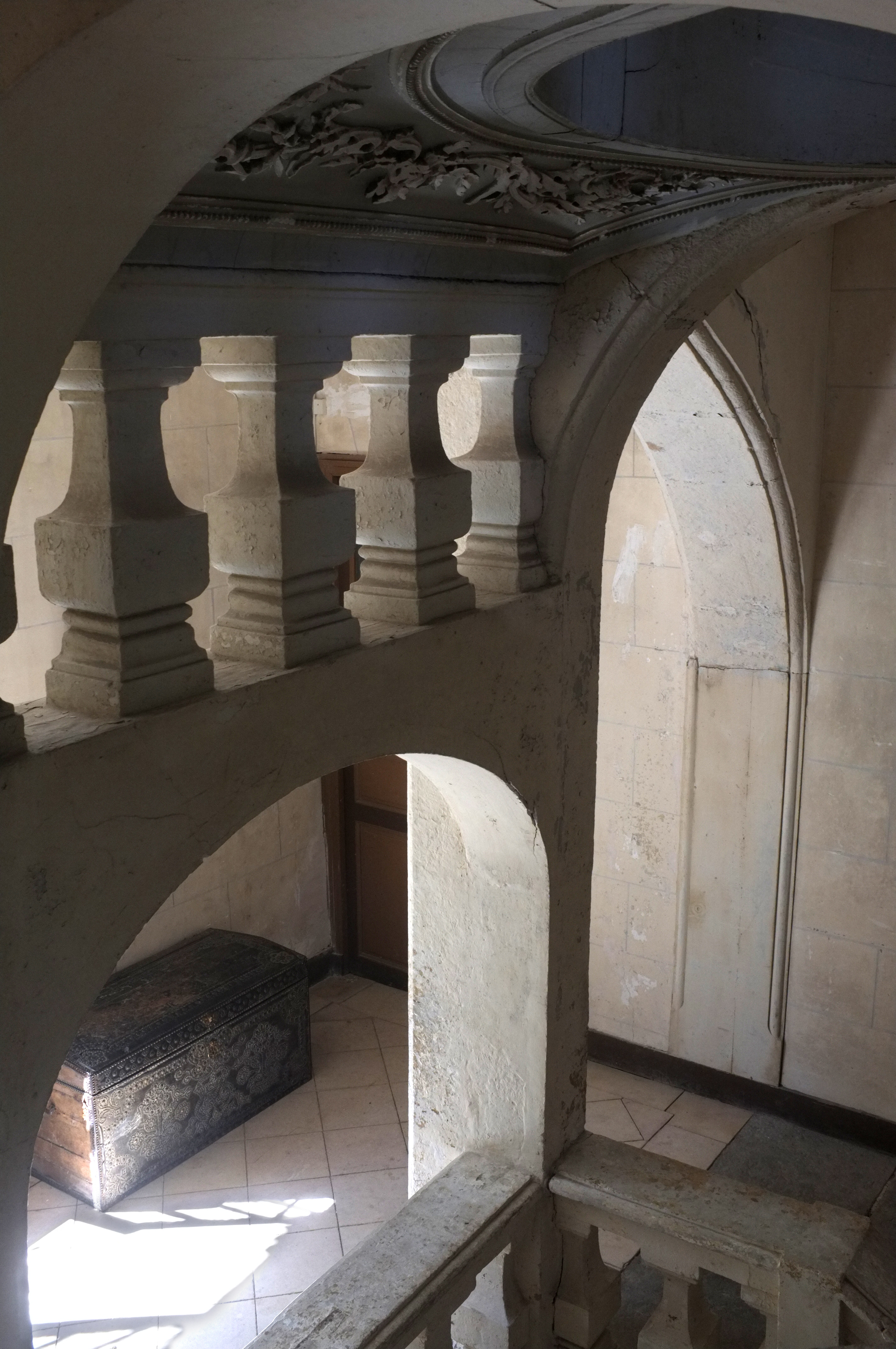
Château de Lusigny-sur-Ouche, un coin d'escalier.
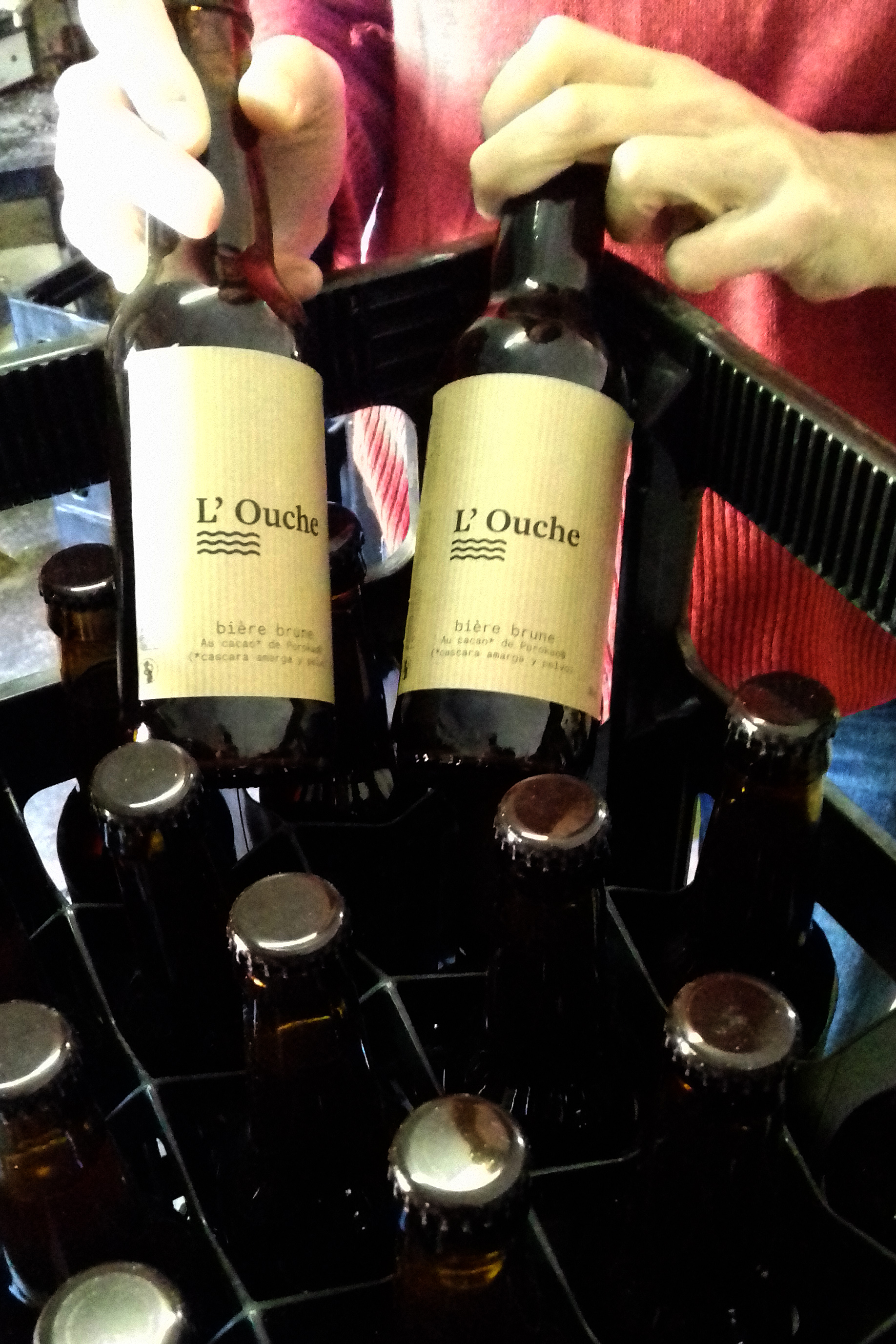
La bière artisanale l'Ouche produite au château de Lusigny-sur-Ouche.